# Lijst van gemeentelijke monumenten in Scherpenzeel (Gelderland)
De gemeente Scherpenzeel telt 46 gemeentelijke monumenten (2015). 
| Object                                            | Bouwjaar                                           | Architect | Locatie                      | Coördinaten                  | Nr.            | Afbeelding                                        |
| ------------------------------------------------- | -------------------------------------------------- | --------- | ---------------------------- | ---------------------------- | -------------- | ------------------------------------------------- |
| Schaapskooi                                       | ±1875                                              |           | Barneveldsestraat 3          | 52° 5' 32" NB, 5° 30' 41" OL | 0279/wikinr_27 | Schaapskooi                                       |
| Boerderij De Pol                                  | 1940–1942                                          |           | Brinkkanterweg 39            | 52° 4' 36" NB, 5° 28' 16" OL | 0279/wikinr_34 | Boerderij De Pol                                  |
| Jagershuis Het Koepeltje of Beekvliet             | 1865                                               |           | Broekerweg 23                | 52° 4' 17" NB, 5° 29' 23" OL | 0279/wikinr_28 | Jagershuis Het Koepeltje of Beekvliet             |
| Voormalige winkelhuis                             | ±1890, met oudere kern                             |           | Dorpsstraat 178              | 52° 4' 45" NB, 5° 29' 24" OL | 0279/wikinr_2  | Voormalige winkelhuis                             |
| Herenhuis, voormalige Wilhelmina Ziekenverpleging | 17e/19e eeuw, her-bouwd 1969                       |           | Dorpsstraat 180              | 52° 4' 46" NB, 5° 29' 23" OL | 0279/wikinr_35 | Herenhuis, voormalige Wilhelmina Ziekenverpleging |
| Woonhuis en artsenpraktijk                        | 1940–1942                                          |           | Dorpsstraat 192              | 52° 4' 46" NB, 5° 29' 20" OL | 0279/wikinr_3  | Woonhuis en artsenpraktijk                        |
| Voormalig winkelhuis                              | 1940–1942                                          |           | Dorpsstraat 194              | 52° 4' 46" NB, 5° 29' 19" OL | 0279/wikinr_4  | Voormalig winkelhuis                              |
| Woon- en winkelhuis                               | 1940–1942                                          |           | Dorpsstraat 196              | 52° 4' 46" NB, 5° 29' 18" OL | 0279/wikinr_5  | Woon- en winkelhuis                               |
| Woon-en winkelhuis                                | 1940–1942                                          |           | Dorpsstraat 198              | 52° 4' 47" NB, 5° 29' 18" OL | 0279/wikinr_6  | Woon-en winkelhuis                                |
| Woonhuis                                          | 1940–1942                                          |           | Dorpsstraat 200              | 52° 4' 46" NB, 5° 29' 17" OL | 0279/wikinr_7  | Woonhuis                                          |
| Woonhuis                                          | 1940–1942                                          |           | Dorpsstraat 202              | 52° 4' 46" NB, 5° 29' 17" OL | 0279/wikinr_8  | Woonhuis                                          |
| Woonhuis                                          | 1940–1942                                          |           | Dorpsstraat 204              | 52° 4' 46" NB, 5° 29' 16" OL | 0279/wikinr_9  | Woonhuis                                          |
| Woonhuis en voormalig garagebedrijf               | 1940–1942                                          |           | Dorpsstraat 208              | 52° 4' 46" NB, 5° 29' 16" OL | 0279/wikinr_10 | Woonhuis en voormalig garagebedrijf               |
| Voormalig gemeentehuis                            | 1941                                               |           | Dorpsstraat 210-212          | 52° 4' 46" NB, 5° 29' 15" OL | 0279/wikinr_11 | Voormalig gemeentehuis                            |
| Voormalige boerderij en eierhandel                | ±1850                                              |           | Dorpsstraat 260              | 52° 4' 46" NB, 5° 29' 1" OL  | 0279/wikinr_13 | Voormalige boerderij en eierhandel                |
| Woonhuis                                          | 1940–1942                                          |           | Dorpsstraat 276              | 52° 4' 45" NB, 5° 28' 58" OL | 0279/wikinr_14 | Woonhuis                                          |
| Woonhuis                                          | 1940–1942                                          |           | Dorpsstraat 278              | 52° 4' 44" NB, 5° 28' 57" OL | 0279/wikinr_15 | Woonhuis                                          |
| Woonhuis                                          | 1940–1942                                          |           | Holevoetplein 280            | 52° 4' 43" NB, 5° 28' 56" OL | 0279/wikinr_16 | Woonhuis                                          |
| Woonhuis                                          | 1940–1942                                          |           | Holevoetplein 289            | 52° 4' 45" NB, 5° 28' 54" OL | 0279/wikinr_38 | Woonhuis                                          |
| Hotel-restaurant De Witte Holevoet                | 1940–1942                                          |           | Holevoetplein 282            | 52° 4' 43" NB, 5° 28' 54" OL | 0279/wikinr_17 | Hotel-restaurant De Witte Holevoet                |
| Woonhuis                                          | 1940–1942                                          |           | Holevoetplein 291            | 52° 4' 45" NB, 5° 28' 54" OL | 0279/wikinr_39 | Woonhuis                                          |
| Woonhuis                                          | 1940–1942                                          |           | Holevoetplein 293            | 52° 4' 45" NB, 5° 28' 53" OL | 0279/wikinr_18 | Woonhuis                                          |
| Woonhuis                                          | 1940–1942                                          |           | Holevoetplein 295            | 52° 4' 45" NB, 5° 28' 52" OL | 0279/wikinr_19 | Woonhuis                                          |
| Voormalig hotel-café De Holevoet                  | 1940–1942                                          |           | Holevoetplein 296            | 52° 4' 45" NB, 5° 28' 50" OL | 0279/wikinr_20 | Voormalig hotel-café De Holevoet                  |
| Boerderij Klein Heintjeskamp                      | 1888, kern vermoedelijk 18e-eeuws                  |           | Heintjeskamperweg 1          | 52° 5' 20" NB, 5° 30' 50" OL | 0279/wikinr_29 | Boerderij Klein Heintjeskamp                      |
| Begraafplaats + baarhuisje Lambalgen              | 1883                                               |           | Nieuwstraat (bij nummer 105) |                              | 0279/wikinr_40 | Begraafplaats + baarhuisje Lambalgen              |
| Woonhuis Klein Scherpenzeel                       | ±1914                                              |           | Oosteinde 106                | 52° 4' 43" NB, 5° 29' 40" OL | 0279/wikinr_41 | Meer afbeeldingen                                 |
| Kleine dorpswoning                                | ±1830                                              |           | Oosteinde 131                | 52° 4' 45" NB, 5° 29' 38" OL | 0279/wikinr_1  | Kleine dorpswoning                                |
| Boerderij Oud Willaer                             | 1879, oudere kern                                  |           | Oud Willaer 74               | 52° 5' 17" NB, 5° 29' 11" OL | 0279/wikinr_32 | Boerderij Oud Willaer                             |
| Kantoor en woonhuis                               | 1940-1942                                          |           | Plein 1940, nr 173           | 52° 4' 47" NB, 5° 29' 28" OL | 0279/wikinr_45 | Kantoor en woonhuis                               |
| Woonhuis                                          | 1940–1942                                          |           | Plein 1940 nr. 175           | 52° 4' 47" NB, 5° 29' 27" OL | 0279/wikinr_36 | Woonhuis                                          |
| Hotel-restaurant De Prins                         | 1940–1942                                          |           | Plein 1940 nr. 187           | 52° 4' 47" NB, 5° 29' 24" OL | 0279/wikinr_37 | Hotel-restaurant De Prins                         |
| Hekwerk + oprijlaan landgoedLambalgen             | ±1885                                              |           | Stationsweg(ongenummerd)     |                              | 0279/wikinr_26 | Hekwerk + oprijlaan landgoedLambalgen             |
| Woonhuis                                          | 1898                                               |           | Stationsweg 351              | 52° 4' 48" NB, 5° 28' 39" OL | 0279/wikinr_21 | Woonhuis                                          |
| Woonhuis                                          | 1898                                               |           | Stationsweg 353              | 52° 4' 48" NB, 5° 28' 39" OL | 0279/wikinr_22 | Woonhuis                                          |
| Woonhuis Hoog Koudijs                             | 1898                                               |           | Stationsweg 355              | 52° 4' 48" NB, 5° 28' 38" OL | 0279/wikinr_23 | Woonhuis Hoog Koudijs                             |
| Woonhuis Hoog Koudijs                             | 1898                                               |           | Stationsweg 357              | 52° 4' 48" NB, 5° 28' 37" OL | 0279/wikinr_24 | Woonhuis Hoog Koudijs                             |
| Voormalige pastorie                               | 1907                                               |           | Stationsweg 359              | 52° 4' 48" NB, 5° 28' 36" OL | 0279/wikinr_25 | Voormalige pastorie                               |
| Voormalige burgemeesterswoning                    | ±1935                                              |           | Stationsweg 387              | 52° 4' 54" NB, 5° 28' 16" OL | 0279/wikinr_43 | Voormalige burgemeesterswoning                    |
| Romp van de Molen                                 | 2e helft 19e eeuw. Gedeeltelijke herbouw in 1912   |           | Stationsweg 392              | 52° 4' 52" NB, 5° 28' 5" OL  | 0279/wikinr_46 | Romp van de Molen                                 |
| Landhuis De Vlashorst                             | 1923–1926                                          |           | Stationsweg 427              | 52° 4' 57" NB, 5° 27' 42" OL | 0279/wikinr_44 | Landhuis De Vlashorst                             |
| Boerderij Groot Schaik                            | 1e helft 19e eeuw, uitbreiding van de stal in 1876 |           | Veenschoterweg 6             | 52° 5' 56" NB, 5° 30' 26" OL | 0279/wikinr_30 | Boerderij Groot Schaik                            |
| Voormalige boerderij Bloemheuvel                  | 1874                                               |           | Vlieterweg 108               | 52° 4' 31" NB, 5° 29' 14" OL | 0279/wikinr_31 | Voormalige boerderij Bloemheuvel                  |
| Schaapskooi                                       | ±1875                                              |           | Vlieterweg 146               | 52° 4' 21" NB, 5° 29' 6" OL  | 0279/wikinr_42 | Schaapskooi                                       |
| Boerderij Wittenberg                              | 1e helft 19e eeuw, oudere kern                     |           | Wittenberg 76                | 52° 5' 19" NB, 5° 28' 22" OL | 0279/wikinr_33 | Boerderij Wittenberg                              |

Aalten · 
Apeldoorn · 
Arnhem · 
Barneveld · 
Berkelland · 
Beuningen · 
Bronckhorst · 
Brummen · 
Buren · 
Culemborg · 
Doesburg · 
Doetinchem · 
Druten · 
Duiven · 
Ede · 
Elburg · 
Epe · 
Ermelo · 
Groesbeek · 
Harderwijk · 
Hattem · 
Heerde · 
Heumen · 
Lingewaard · 
Lochem · 
Maasdriel · 
Montferland · 
Neder-Betuwe · 
Nijkerk · 
Nijmegen · 
Nunspeet · 
Oldebroek · 
Oost Gelre · 
Oude IJsselstreek · 
Overbetuwe · 
Putten · 
Renkum · 
Rheden · 
Rozendaal · 
Scherpenzeel · 
Tiel · 
Ubbergen · 
Voorst · 
Wageningen · 
West Betuwe · 
West Maas en Waal · 
Westervoort · 
Wijchen · 
Winterswijk · 
Zaltbommel · 
Zevenaar · 
Zutphen